# Abstinència sexual
L'abstinència o continència sexual és un comportament que consisteix a privar-se d'alguns o tots els aspectes de l'activitat sexual per voluntat pròpia (per raons religioses, morals, filosòfiques, anticonceptives o psicològiques), o aliena (per raons mèdiques, legals, econòmiques o socials).

## El terme
Les paraules abstinència sexual, celibat i asexualitat sovint es confonen però tenen significats diferents. L'abstinència sexual, també coneguda com la continència, es refereix a abstenir-se de tota activitat sexual sovint durant un període limitat de temps. El celibat és un comportament sovint motivat per factors com les creences personals o religioses d'una persona. Per a Gabrielle Brown «l'abstinència és una resposta a l'exterior del que està passant, i el celibat és una resposta des de l'interior». Certs autors com ara Elizabeth Abbott, Wendy Keller i Wendy Shalit. veuen en l'abstinència i el celibat una via de creixement personal. Alfred Kinsey (1894-1956) veu l'abstinència com una disfunció sexual. Altres autors opinen ans al contrari que és un factor que augmenta el de risc d'abús sexual. El 2017, el catedràtic i pediatre A.E. Carroll conclou un ressenya d'estudis sobre l'abstinència: «Sigui per motius ètics, per raons basades en proves o per raons pràctiques, seguir demanant que als adolescents se'ls ensenyi l'abstinència fins al matrimoni sembla una missió impulsada ideològicament que no aconseguirà els seus objectius.»

## Mètode anticonceptiu i de prevenció de malalties poc eficaç
L'abstinència sexual és teòricament el mètode més efectiu contra els embarassos no desitjats i la propagació de la malalties de transmissió sexual, tot i que poc pràctic. Des dels anys 1980 sota el govern de Reagan, aquest aprotx va popularitzar-se com que responia als tradicionals «valors de família». El 2004 la revista The Lancet va publicar una crida d'un grup d'intel·lectuals i prominents on apostava per educar als joves de manera a retardar les relacions sexuals com a manera efectiva contra la propagació de malalties sexualment tranmissibles. Es va anomenar aquesta estratègia de prevenció amb les lletres ABC, que en anglès són les inicials d'abstinència, fidelitat i preservatiu. El 2016, la comissió sobre la salut d'adolescents de The Lancet va arribar a conclusions força diferents: «S'han trobat proves científiques d'alta qualitat que l'aprotx «només abstinència» és ineficaç per a la prevenció de la sida, la reducció de la incidència de malalties sexualment transmissibles i l'embarras d'adolescents.» La commissió no recomana aquest aprotx. Al període 2004-2013 els Estats Units van invertir 1400 milions de dòlars en programes de promoció d'abstinència. Un metaestudi dels resultats d'aquests programes va provar que no van canviar la conducta i els costums sexuals ni reduir el risc d'infecció o d'embarrassos de joves no desitjats. Es va obrir un debat entre promotors i opositors de l'abstinència a The Lancet.
Estats Units d'Amèrica
Els programes d'abstinència sexual, com eina de prevenció d'embarrassos involuntaris o malalties sexuals promoguts pel president George W. Bush van fracassar. El 2009, el govern d'Obama va reduir les subvencions a programes d'educació a l'abstinència de dos terços i va utilitzar aquests fons per crear l'Office of Adolescent Health, amb l'objectiu de prevenir l'embarras involuntari d'adolescents per mètodes basats en proves científiques. Des de l'inici d'aquest programa la taxa d'embarrassos d'adolescents va baixar de 40%. Tot i això, el govern va acceptar uns pocs programes basades en abstinència, per permetre un estudi objectiu dels eventuals resultats. Va romandre una certa ambiguïtat: «Ès important facilitar l'accés a una educació sanitària que es basa en els beneficis de l'abstinència i de retardar o limitar l'activitat sexual, garantint al mateix temps que els joves que prenen la decisió de ser sexualment actius tenen la informació que necessiten per a prendre mesures per a protegir-se ells mateixos». Amb anterioritat als EUA hi ha hagut iniciatives similars d'altres governs que han estat efectius i per això han tingut continuïtat. En un moviment per seduir els moviement cristians ultraconservadors, Donald Trump va canviar de rumb en nomenar l'abstencionista Valerie Huber, anteriorment presidenta de la National Abstinence Education Association per tractar les demandes de subvencions per activitats de planificació familiar. Aquest canvi va ser molt criticat.
Europa
L'Assemblea Parlamentària del Consell d'Europa va incloure-l el 28 de gener del 2012 a la Recomanació 1959 de Polítiques de cures preventives de salut als estats membres. Entre les 25 directives per a protegir la salut dels europeus, a l'apartat 9.5 recomana «promoure una educació sexual integral de la salut, inclosa l'abstinència, per prevenir la propagació de malalties de transmissió sexual». El 2018, el govern de l'Aragó ha demanat que es retiri un llibre de biologia d'ESO de l'editorial catòlica Casals, que recomana l'abstinència contra la sida.
Uganda
Entre 1990 i 2001, a Uganda la taxa d'infecció de la sida va baixar un 10%, del 15% al 5%. El 2004 el president d'Uganda, Yoweri Museveni, va explicar la davallada de taxa de contagis com un resultat de la campanya de basada en l'estratègia ABC, que va promoure l'abstinència i la fidelitat. El doctor Peter Piot, director de ONUSIDA no va pas confirmar aquesta explicació: «Pretendre que els missatges enfocats als joves perquè s'abstinguin de mantenir relacions sexuals tinguin algun resultat davant del retrovirus, no té cap base científica i és molt poc realista». Molts estudis critiquen que no hi ha proves científiques que l'abstinència explica la baixa de l'incidència de la sida a Uganda, i que l'educació sexual i l'ús de preservatius queden necessaris.